# Owain ap Hywel (Glywysing)
Owain ap Hywel (fallecido c. 930) fue un rey de Glywysing y de Gwent, en el sureste de Gales.
Hywel, el padre de Owain, fue rey de Glywysing hasta su muerte en torno al año 886. Aunque el reino unificado de Glywysing y Gwent se conoció como Morgannwg en honor al hijo de Owain, Morgan el Viejo, Charles-Edwards sostiene que es probable que los dos reinos ya estuvieran unidos durante el reinado de Owain. Owain o su hermano Arthfael deben haber obtenido el control de Gwent por conquista o herencia de los anteriores gobernantes (sus primos), con el reino unido después de la muerte de Arthfael alrededor del 916.
Junto con Hywel el Bueno, Owain se reunió con el rey Athelstan de Wessex tras la conquista del reino de Northumbria por este último. Alrededor del 927, él y Hywel el Bueno «establecieron la paz con promesa y juramentos» en el puente de Eamont cerca de Penrith. Los subsiguientes pagos de tributos en plata, y en especie fueron lamentados por los bardos como una pesada carga.
La muerte de Owain dividió inicialmente el reino de nuevo entre sus tres hijos, pero el longevo Morgan duró más que sus hermanos y volvió a unir el reino, que a partir de entonces llevó su nombre.

## Familia
La esposa de Owain fue Elen ferch Rhodri (nacida alrededor de 850). Sus hijos eran:
- Cadwgan ap Owain (rey de West Glywysing, asesinado alrededor de 950)[1]
- Morgan el Viejo (inicialmente rey de Gwent, murió c. 974)
- Gruffydd ap Owain (rey de Glywysing Oriental, asesinado c. 935)[1][7]